# 1. Fußball-Club Köln 01/07 2022-2023
Questa voce raccoglie le informazioni riguardanti il 1. Fußball-Club Köln 01/07  nelle competizioni ufficiali della stagione calcistica 2022-2023.

## Maglie e sponsor
| Casa | Trasferta | Terza divisa |

## Organico

### Rosa
In corsivo i calciatori ceduti durante la stagione 
| N. |                        | Ruolo | Calciatore              |
| -- | ---------------------- | ----- | ----------------------- |
| 1  | Germania (bandiera)    | P     | Timo Horn               |
| 2  | Germania (bandiera)    | D     | Benno Schmitz           |
| 3  | Danimarca (bandiera)   | D     | Kristian Pedersen       |
| 4  | Germania (bandiera)    | D     | Timo Hübers             |
| 5  | Croazia (bandiera)     | D     | Nikola Soldo            |
| 6  | Germania (bandiera)    | C     | Eric Martel             |
| 7  | Austria (bandiera)     | C     | Dejan Ljubicic          |
| 8  | Germania (bandiera)    | C     | Denis Huseinbašić       |
| 9  | Svezia (bandiera)      | A     | Sebastian Andersson     |
| 11 | Austria (bandiera)     | C     | Florian Kainz           |
| 13 | Germania (bandiera)    | A     | Mark Uth                |
| 14 | Germania (bandiera)    | D     | Jonas Hector (capitano) |
| 15 | Germania (bandiera)    | D     | Luca Kilian             |
| 17 | Germania (bandiera)    | C     | Kingsley Schindler      |
| 18 | Slovacchia (bandiera)  | C     | Ondrej Duda             |
| 19 | Paesi Bassi (bandiera) | C     | Kingsley Ehizibue       |

| N. |                        | Ruolo | Calciatore       |
| -- | ---------------------- | ----- | ---------------- |
| 20 | Germania (bandiera)    | P     | Marvin Schwäbe   |
| 21 | Germania (bandiera)    | C     | Steffen Tigges   |
| 23 | Armenia (bandiera)     | C     | Sargis Adamyan   |
| 24 | Germania (bandiera)    | D     | Julian Chabot    |
| 25 | Germania (bandiera)    | C     | Tim Lemperle     |
| 27 | Francia (bandiera)     | A     | Anthony Modeste  |
| 27 | Germania (bandiera)    | A     | Davie Selke      |
| 28 | Tunisia (bandiera)     | C     | Ellyes Skhiri    |
| 29 | Germania (bandiera)    | A     | Jan Thielmann    |
| 33 | Germania (bandiera)    | A     | Florian Dietz    |
| 37 | Germania (bandiera)    | C     | Linton Maina     |
| 42 | Grecia (bandiera)      | C     | Dimitris Limnios |
| 44 | Germania (bandiera)    | P     | Matthias Köbbing |
| 45 | Germania (bandiera)    | P     | Justin Diehl     |
| 47 | Lussemburgo (bandiera) | C     | Mathias Olesen   |
| 48 | Germania (bandiera)    | D     | Georg Strauch    |

## Risultati

### Bundesliga

#### Girone di andata
| Arbitro: | Robert Schröder |

|                                   |           |            |
| Kilian 49’ Kainz 62’ Ljubicic 55’ | Marcatori | 76’ Bülter |

| Arbitro: | Brand |

|                       |           |                               |
| Werner 36’ Nkunku 62’ | Marcatori | 40’ Dietz 72’ (aut.) Gvardiol |

| Arbitro: | Petersen |

|            |           |                   |
| Kamada 71’ | Marcatori | 82’ Jan Thielmann |

| Colonia 28 agosto 2022, ore 15:30 CEST 4ª giornata | Colonia | 0 – 0 referto | Stoccarda | RheinEnergieStadion (50 000 spett.)\| Arbitro: \| Osmers \| |
| Arbitro:                                           | Osmers  |               |           |                                                             |

| Arbitro: | Jöllenbeck |

|                |           |                                                               |
| Nmecha 2’, 79’ | Marcatori | 22’ Ljubicic 31’ (aut.) Otávio 45+2’ (rig.) Kainz 81’ Adamyan |

| Arbitro: | Cortus |

|  |           |                  |
|  | Marcatori | 3’ (aut.) Hübers |

| Arbitro: | Dankert |

|                   |           |           |
| Schmitz 3’ (aut.) | Marcatori | 88’ Maina |

| Arbitro: | Osmers |

|                                   |           |                                  |
| Kainz 53’ Tigges 56’ Ljubicic 53’ | Marcatori | 31’ J. Brandt 78’ (aut.) Schmitz |

| Arbitro: | Jablonski |

|                                                                       |           |                                  |
| Friedrich 27’ Bensebaini 45+2’ (rig.), 76’ Stindl 46’ M. Thuram 90+1’ | Marcatori | 31’ (rig.) Kainz 83’ Huseinbašić |

| Arbitro: | Zwayer |

|                                 |           |                                 |
| Tigges 47’, 81’ Huseinbašić 83’ | Marcatori | 14’ Niederlechner 68’ Caligiuri |

| Arbitro: | Jöllenbeck |

|                                                                |           |  |
| Friedrich 11’ (rig.) Kohr 35’ Stach 40’ Martín 73’ Onisiwo 83’ | Marcatori |  |

| Arbitro: | Willenborg |

|           |           |                  |
| Kainz 13’ | Marcatori | 36’ Bruun Larsen |

| Arbitro: | Badstübner |

|                           |           |  |
| Jeong 52’ Gregoritsch 64’ | Marcatori |  |

| Arbitro: | Stieler |

|             |           |                     |
| Schmitz 30’ | Marcatori | 65’ Amiri 71’ Diaby |

| Arbitro: | Dingert |

|                      |           |  |
| Kanga 9’ Richter 54’ | Marcatori |  |

| Arbitro: | Schröder |

|                                                                            |           |              |
| Maina 9’ Tigges 15’, 21’ Skhiri 30’, 54’ Huseinbašić 36’ Friedl 76’ (aut.) | Marcatori | 38’ Füllkrug |

| Arbitro: | Stieler |

|             |           |           |
| Kimmich 90’ | Marcatori | 4’ Skhiri |

#### Girone di ritorno
| Gelsenkirchen 29 gennaio 2023, ore 15:30 CET 18ª giornata | Schalke 04 | 0 – 0 referto | Colonia | Veltins-Arena (61 571 spett.)\| Arbitro: \| Jöllenbeck \| |
| Arbitro:                                                  | Jöllenbeck |               |         |                                                           |

| Colonia 4 febbraio 2023, ore 15:30 CET 19ª giornata | Colonia  | 0 – 0 referto | RB Lipsia | RheinEnergieStadion (48 000 spett.)\| Arbitro: \| Petersen \| |
| Arbitro:                                            | Petersen |               |           |                                                               |

| Arbitro: | Siebert |

|                            |           |  |
| Hübers 49’ Skhiri 71’, 86’ | Marcatori |  |

| Arbitro: | Cortus |

|                                          |           |  |
| Gil Dias 9’ B. Sosa 59’ T. Coulibaly 74’ | Marcatori |  |

| Arbitro: | Willenborg |

|  |           |                               |
|  | Marcatori | 4’ Gerhardt 68’ (rig.) Arnold |

| Berlino 4 marzo 2023, ore 15:30 CET 23ª giornata | Union Berlino | 0 – 0 referto | Colonia | Stadio An der Alten Försterei (22 012 spett.)\| Arbitro: \| Stieler \| |
| Arbitro:                                         | Stieler       |               |         |                                                                        |

| Arbitro: | Welz |

|  |           |                              |
|  | Marcatori | 9’ (rig.) Stöger 76’ Mašović |

| Arbitro: | Siebert |

|                                                          |           |           |
| R. Guerreiro 15’ Haller 17’, 69’ Reus 32’, 70’ Malen 36’ | Marcatori | 42’ Selke |

| Colonia 2 aprile 2023, ore 15:30 CEST 26ª giornata | Colonia | 0 – 0 referto | Borussia M'gladbach | RheinEnergieStadion (50 000 spett.)\| Arbitro: \| Zwayer \| |
| Arbitro:                                           | Zwayer  |               |                     |                                                             |

| Arbitro: | Schröder |

|               |           |                                |
| R. Vargas 29’ | Marcatori | 7’ Skhiri 16’ Martel 59’ Maina |

| Arbitro: | Cortus |

|              |           |             |
| Ljubicic 51’ | Marcatori | 17’ Ajorque |

| Arbitro: | Robin Braun |

|               |           |                                            |
| Dolberg 90+4’ | Marcatori | 18’ (rig.) Kainz 39’ Selke 90+2’ Thielmann |

| Arbitro: | Reichel |

|  |           |          |
|  | Marcatori | 54’ Dōan |

| Arbitro: | Zwayer |

|             |           |                |
| A. Adli 18’ | Marcatori | 14’, 36’ Selke |

| Arbitro: | Jablonski |

|                                                     |           |                         |
| Selke 8’ Hübers 39’, 69’ Skhiri 43’ Huseinbašić 81’ | Marcatori | 18’ Tousart 33’ Jovetić |

| Arbitro: | Hartmann |

|            |           |            |
| Schmid 73’ | Marcatori | 36’ Tigges |

| Arbitro: | Jablonski (Brema) |

|                     |           |                      |
| Ljubicic 81’ (rig.) | Marcatori | 8’ Coman 89’ Musiala |

### DFB-Pokal
| Arbitro: | Brych |

|                                            |                      |                                          |
| Albers 10’ Owusu 27’                       | Marcatori            | 28’ Uth 63’ Ljubicic                     |
| Makridis Thalhammer Saller Yıldırım Gimber | Tiri di rigore 4 – 3 | Ljubicic Chabot Maina Thielmann Ehizibue |

### UEFA Europa Conference League

#### Playoff
| Arbitro: | Tiago Martins |

|           |           |                           |
| Dietz 14’ | Marcatori | 32’ Zivzivadze 40’ Dárdai |

| Arbitro: | Ali Palabıyık |

|  |           |                                       |
|  | Marcatori | 10’ Hübers 46’ Skhiri 90+4’ Schindler |

#### Fase a gironi
| Arbitro: | Godinho |

|                   |           |            |
| Delort 62’ (rig.) | Marcatori | 19’ Tigges |

| Arbitro: | Aranovskyi |

|                                                |           |                            |
| Adamyan 10’ Dietz 42’ Ljubicic 65’ (rig.), 74’ | Marcatori | 49’ Kalabiška 52’ Petržela |

| Arbitro: | Bengoetxea |

|  |           |                |
|  | Marcatori | 9’ S. Marković |

| Arbitro: | Reinshreiber |

|                          |           |  |
| F. Diabaté 15’ Gomes 15’ | Marcatori |  |

| Arbitro: | Kruashvili |

|  |           |                 |
|  | Marcatori | 82’ (rig.) Duda |

| Arbitro: | Soto Grado |

|                          |           |                         |
| Huseinbašić 48’ Duda 60’ | Marcatori | 40’ Laborde 43’ Brahimi |

## Statistiche

### Statistiche di squadra
| Competizione      | Punti | In casa | In casa | In casa | In casa | In casa | In casa | In trasferta | In trasferta | In trasferta | In trasferta | In trasferta | In trasferta | Totale | Totale | Totale | Totale | Totale | Totale | DR |
| Competizione      | Punti | G       | V       | N       | P       | Gf      | Gs      | G            | V            | N            | P            | Gf           | Gs           | G      | V      | N      | P      | Gf     | Gs     | DR |
| ----------------- | ----- | ------- | ------- | ------- | ------- | ------- | ------- | ------------ | ------------ | ------------ | ------------ | ------------ | ------------ | ------ | ------ | ------ | ------ | ------ | ------ | -- |
| Bundesliga        | 42    | 17      | 6       | 5       | 6       | 28      | 20      | 17           | 4            | 7            | 6            | 21           | 34           | 34     | 10     | 12     | 12     | 49     | 54     | -5 |
| Coppa di Germania | -     | 0       | 0       | 0       | 0       | 0       | 0       | 1            | 0            | 1            | 0            | 2            | 2            | 1      | 0      | 1      | 0      | 2      | 2      | 0  |
| Conference League | 8     | 4       | 1       | 1       | 2       | 7       | 7       | 4            | 2            | 1            | 1            | 5            | 3            | 8      | 3      | 2      | 3      | 12     | 10     | +2 |
| Totale            | -     | 21      | 7       | 6       | 8       | 35      | 27      | 22           | 6            | 9            | 7            | 28           | 39           | 43     | 13     | 15     | 15     | 63     | 66     | -3 |